# 幫派
幫派原指因同乡、同行关系而结成的小团体，现多专指从事犯罪或被认为可能犯罪者所组成的组织或团体。
一些犯罪幫派的出現使其詞出現了惡名昭彰的歷史。例如：意大利黑手黨、俄羅斯黑手黨、愛爾蘭幫、日本極道、中國三合會、拉丁美洲販毒集團如錫那羅亞、洛斯哲塔斯及MS-13、非裔美國幫派瘸幫和血幫、機車幫會地獄天使等。通常來說，幫派將被國家定義為「犯罪組織」，並會由政府頒定法律以盡力遏止其發展，維護社會安寧。如臺灣有《組織犯罪防制條例》等專法，以預防幫派對國政造成危害。

## 另見
- 童黨
- 澳大利亞幫派
- 加拿大幫派
- 紐西蘭幫派
- 英國幫派
- 美國幫派
- 犯罪组织列表
- 黑社會
- 黑手黨
- 摩托车帮会
- 三合會
- 福建幫
- 臺灣黑幫
- 暴力團